# Heinrich Hahn (Manager)
Heinrich Hahn (* 20. April 1874 in Frankfurt am Main; † 10. November 1930) war ein deutscher Jurist und Versicherungsmanager.
Hahn, Sohn von Ferdinand Hahn und Enkel des Friedrich Koch, war wie diese Generaldirektor der Magdeburger Allgemeinen Versicherungs-AG (Wilhelma) und gleichzeitig Generaldirektor der Magdeburger Hagelversicherungs-Gesellschaft. Beide Unternehmen hatten ihren Sitz in Magdeburg. Nach der Übernahme der Wilhelma durch die Allianz und Stuttgarter Verein Versicherungs-AG 1926 wechselte er in den Aufsichtsrat des Unternehmens. Des Weiteren war er Mitglied des Aufsichtsrates der Deutschen Überseedienst GmbH und Mitglied des Verwaltungsrates der Zweigstellen des Auswärtigen Amtes für Außenhandel und die Reichsnachrichtendienststellen.
Zudem war er Doktor der Rechte und Rechtsanwalt am Kammergericht zu Berlin.